# George Vincent
Pour les articles homonymes, voir Vincent (patronyme).
George Vincent né à Norwich en 1796 et mort vers 1832 est un peintre et graveur britannique.
Peintre paysagiste, il produit des aquarelles, des eaux-fortes et des peintures à l'huile. Il est considéré comme l'un des peintres les plus talentueux de l'École de Norwich, un groupe d'artistes liés par le lieu et les personnes et qui est principalement inspiré par la campagne de Norfolk. Son travail est fondé sur l'école néerlandaise de peinture de paysage ainsi que sur le style de John Crome, également de l'école de Norwich. La réputation de l'école en dehors de l'Est-Anglie dans les années 1820 repose en grande partie sur les travaux de George et de son ami James Stark.
Fils d'un tisserand, George Vincent étudie à la Norwich Grammar School et est ensuite apprenti de John Crome. Il expose à la Royal Academy, à la British Institution et ailleurs. De 1811 à 1831, il expose à la Norwich Society of Artists, présentant plus d'une centaine de tableaux de paysages et de marines du Norfolk. En 1818, il s'installe à Londres, où il épouse en 1821 la fille supposée riche d'un chirurgien. Il obtient le patronage de clients fortunés, mais a des difficultés financières. L'achat d'une maison coûteuse, combiné à une tendance à la boisson, exacerbe ses problèmes financiers et conduit à son incarcération dans la prison de la Fleet pour dette en 1824. Avant sa libération en 1827, il reprend ses relations avec la Norwich Society of Artists, mais avec une production beaucoup plus faible.
Après 1831, George Vincent disparaît. Il n'est jamais retrouvé, malgré les recherches par sa famille, et son sort après cette date reste incertain. Sa mort est peut-être survenue avant avril 1832, peut-être à Bath. Son tableau Greenwich Hospital from the River est exposé à Londres trois décennies après sa disparition et suscite un regain d'intérêt pour ses peintures et contribue à établir sa réputation de membre éminent de l'école de Norwich. L'historien de l'art Herbert Minton Cundall écrit dans les années 1920 que si George Vincent « n'avait pas cédé à des habitudes excessives, il se serait probablement classé parmi les plus grands peintres paysagistes britanniques ».

## Contexte

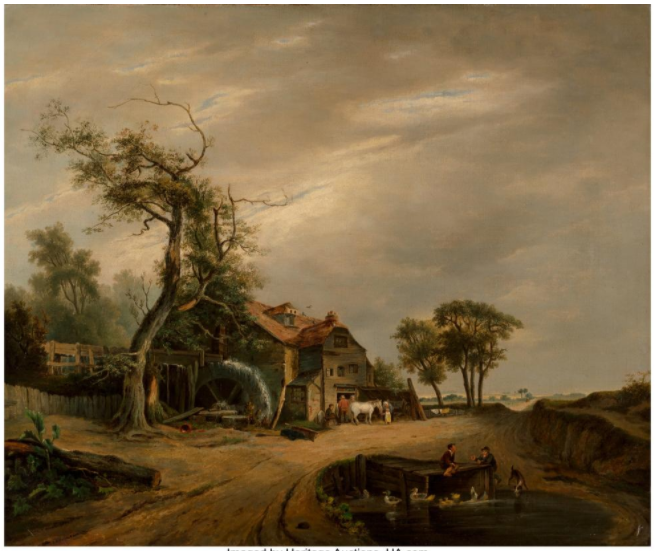
Une vieille ferme près de Norwich (localisation inconnue) a été inspiré, tout comme de nombreuses œuvres de l'école de Norwich, par la campagne de Norfolk.

L'école de peinture de Norwich est une école régionale de peintres paysagistes liés personnellement ou professionnellement. Bien que principalement inspirés par la campagne du Norfolk, beaucoup d'entre eux représentaient également d'autres paysages et scènes côtières et urbaines. Les membres les plus importants de l'école sont John Crome  et John Sell Cotman - les principaux esprits et les meilleurs artistes du mouvement, - ainsi que Vincent, James Stark, Joseph Stannard, Robert Ladbrooke et Edward Thomas Daniell, le meilleur graveur de l'école.
C'est un phénomène unique dans l'histoire de l'art britannique du XIXe siècle; Norwich compte plus d'artistes nés localement que toute autre ville similaire, et ses cultures théâtrale, artistique, philosophique et musicale s'enrichissent mutuellement d'une manière unique en dehors de la capitale. Cependant, le mouvement, qui est à l'origine considéré comme moderne et progressiste, est considéré à la fin du XIXe siècle comme appartenant à une époque révolue, en raison de ce que l'historien de l'art Andrew Hemingway décrit comme la « mythologie de l'Angleterre rurale » qui prévalait.
La Norwich Society of Artists, fondée par Crome et Ladbrooke en 1803, est née d'un sentiment d'identité collective (mais pas d'un style commun) qui a émergé parmi le grand nombre d'artistes soutenus par les mécènes de Norwich. Ils s'influencent mutuellement en organisant des soirées, en dessinant ensemble et en exposant leurs œuvres ; Crome et Ladbrooke accueillent des apprentis, tandis que d'autres enseignent à des amateurs, qui ont tous tendance à imiter le style de leurs professeurs. Elle est créée « dans le but de mener une enquête sur l'essor, le progrès et l'état actuel de la peinture, de l'archéologie et de la sculpture, afin de mettre en évidence les meilleures méthodes d'étude pour atteindre une plus grande perfection dans ces arts ». Elle organise des expositions régulières et dispose d'une structure organisée, montrant des œuvres chaque année jusqu'en 1825 et à nouveau de 1828 jusqu'à sa dissolution en 1833. Presque tous les artistes professionnels de Norwich exposent avec la Société, mais tous les membres de l'école de Norwich n'en font pas partie.
À la fin du XVIIe siècle, d'autres écoles de peinture avaient commencé à se former, associées à des artistes tels que Francis Towne à Exeter et John Malchair à Oxford. D'autres centres de population en dehors de Londres créent des sociétés artistiques, dont les peintres et les maîtres du dessin influencent leurs élèves. Contrairement à ceux de l'école de Norwich, ces artistes n'ont pas bénéficié des riches marchands et de la noblesse terrienne démontrant leur patriotisme en acquérant des peintures pittoresques de la campagne anglaise. La Norwich Society of Artists, le premier groupe de ce type à être créé depuis la formation de la Royal Academy en 1768, est remarquable en agissant dans l'intérêt de ses membres pendant 30 ans — , une période plus longue que pour tout autre groupe similaire.
Après la fin des expositions de la Norwich Society of Artists en 1833, le niveau de l'art de la ville décline. L'intérêt pour l'école chute dans les années 1830, jusqu'à ce que sa réputation réapparaisse après l'exposition d'hiver de 1878 de Royal Academy.

## Biographie

### Famille et éducation

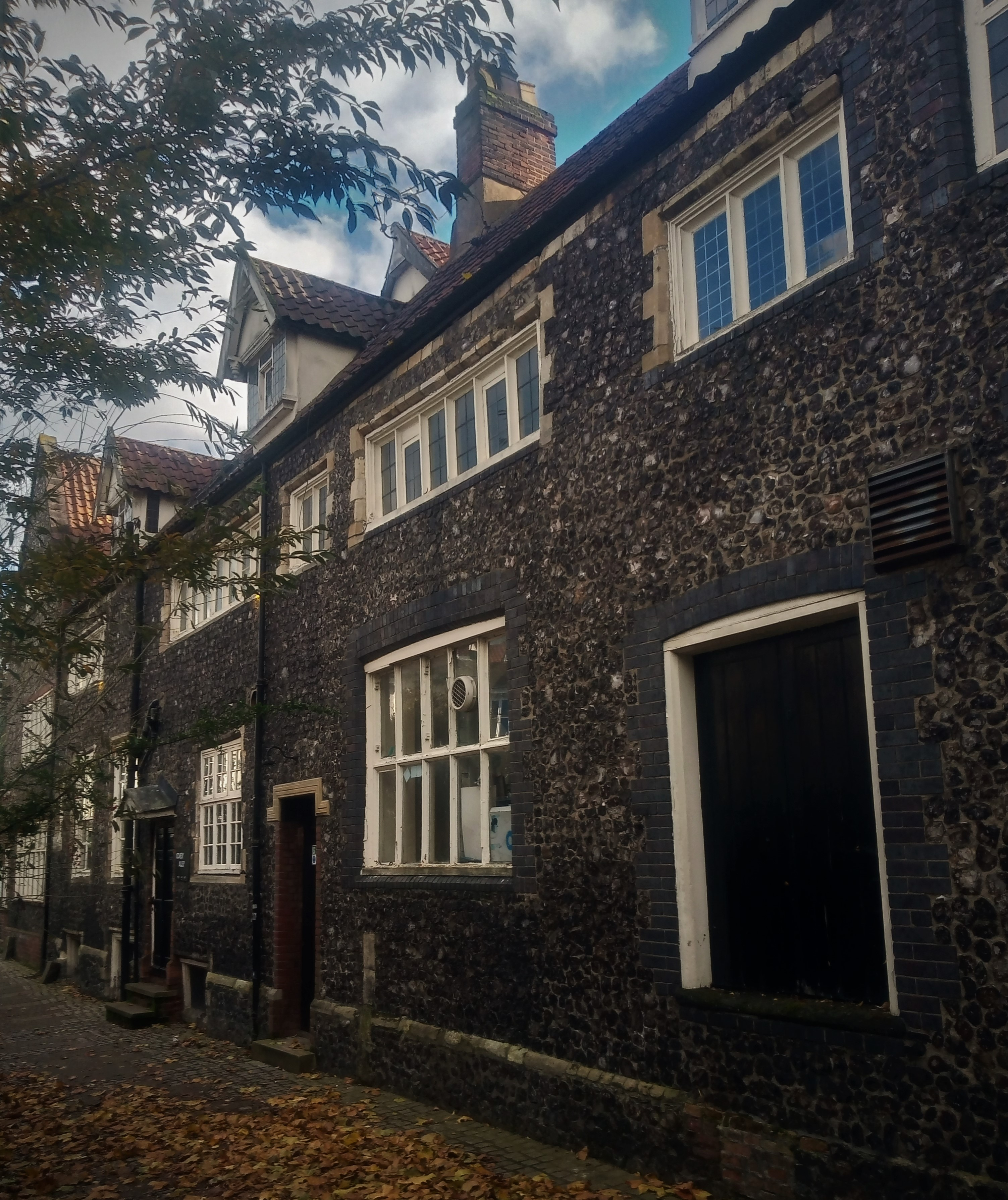
St Clements Church Alley, Norwich.

George Vincent, né à Norwich, est le fils de James Vincent et de sa première femme Mary Freeman, il est baptisé le 27 juin 1796, à l'église St John the Baptist's Church, Timberhill, Norwich. Deux ans plus tôt, son frère aîné—également appelé George—mort en bas âge; un frère nommé James, qui atteint l'âge adulte, est également rapporté. Sa mère meurt vers 1800. Son père est un tisserand qui fabrique des châles,. Du côté de sa mère, George est un cousin de William Jackson Hooker, qui devient le directeur du Jardins botaniques royaux de Kew en 1841. Vincent vit avec sa famille dans une maison située dans la ruelle de l'église St. Clement, près de la rivière Wensum, et y reste jusqu'à son départ de Norwich vers 1818,.
George étudie à la Norwich Grammar School, où il devient ami avec John Berney Crome et son frère Frederick. Il noue une amitié de longue date avec James Stark, dont le père, Michael Stark, un fabricant de teintures, aurait connu le père de Vincent grâce à ses relations d'affaires. Il aime dessiner au fusain dès son plus jeune âge.
John Crome, qui est le maître de dessin le plus connu de Norwich, obtient, avec l'aide de ses amis, un poste de maître de dessin à l'école secondaire, où il enseigne à Vincent et à ses camarades de classe ; ce poste, bien que probablement à temps partiel, est néanmoins son activité d'enseignement la plus importante,. Surnommé « Old Crome » (Vieux Crome) pendant son temps comme maître de dessin de Norwich, il est le grand favori des garçons, qui aiment beaucoup inciter leur professeur à terminer leurs dessins, ou le plus souvent à produire une nouvelle œuvre. Il peint avec une rapidité extraordinaire, oubliant complètement le temps qui passe et alors que « les garçons le regardent en admirant son talent artistique ».

### Début de l'âge adulte (1812–1821)
À la sortie de l'école, George Vincent, John Berney Crome et James Stark ont été les apprentis de John Crome, peut-être dès 1812. Les premières œuvres de George Vincent, dont deux sont décrites comme « près Crome », sont exposées à la cour de Sir Benjamin Wrench en 1811 et 1812,. Les trois amis, dont George Vincent est le plus talentueux, voyagent ensemble lors de voyages de croquis et de peinture, s'influençant ainsi mutuellement dans leurs styles artistiques. En janvier 1816, George Vincent se rend en France et aux Pays-Bas avec John Berney Crome et Benjamin Steel, un chirurgien qui épousera six ans plus tard, Hannah, la sœur de John Berney. D'après une lettre écrite par John Crome, George aurait eu le mal de mer pendant la traversée vers la France. Rouen, aujourd'hui dans les collections des musées du Norfolk,, est le seul tableau produit lors de cette visite. Il s'ensuit une visite en Essex, au cours de laquelle il peint des œuvres représentant les villages d'Ingatestone et de Little Baddow, et en 1816, lui et Stark exposent des vues de Windsor après avoir visité la région. Vers 1818, il quitte la maison familiale située dans l'allée de l'église St. Clement et s'installe à Londres, d'abord au 7 Wells Street,, puis au 86 Newman Street, à côté de Stark. Presque toutes les maisons de Newman Street sont occupées par des artistes en activité ; selon le Survey of London: South-East Marylebone, « au moment où une adresse à Newman Street était devenue une étape sur le chemin de la célébrité, les personnes vraiment célèbres avaient déménagé ». George Vincent y vit jusqu'en 1821,.
Le lieu le plus important à Londres pour l'étude des anciens maîtres est British Institution; George Vincent et Stark y ont tous deux étudié après s'être inscrits comme étudiants à l'école de l'Institut en 1817,. Parmi les artistes qu'ils ont étudiés figurent probablement Aelbert Cuyp, Jan Dirksz Both, Meindert Hobbema, Aert van der Neer et Nicolaes Berchem. Ils auraient été influencés par d'autres collections de la capitale, par les tableaux exposés dans les maisons de vente aux enchères et par les œuvres présentées dans les expositions. Presque tous les tableaux de la Dulwich Picture Gallery, dont ceux de Cuyp, Philips Wouwerman, Peter Paul Rubens et Anthony van Dyck, peuvent être vus après son ouverture au public en 1817, et des étudiants comme George Vincent et Stark sont encouragés par le collège à étudier et à copier sa collection. Cependant, après deux ans, Stark a été contraint de rentrer chez lui à Norwich pour des raisons de santé.
En 1819, George Vincent effectue un voyage en Écosse, qui donne lieu à des peintures telles que View of Edinburgh from Calton Hill et Fishing Boats on the Bank of the Forth — dont la qualité, selon Day, montre à quel point l'artiste est au sommet de ses facultés à cette époque. L'année suivante, il expose à la Society of Painters in Oil and Watercolours son London from the Surrey Side of Waterloo Bridge, considéré par l'auteur William Frederick Dickes comme une œuvre importante. Elle a été achetée par John Leicester, 1er baron de Tabley, et présentée au public dans sa galerie londonienne avant d'être transférée dans sa collection à Tabley House, dans le Cheshire,.

### Mariage et déclin

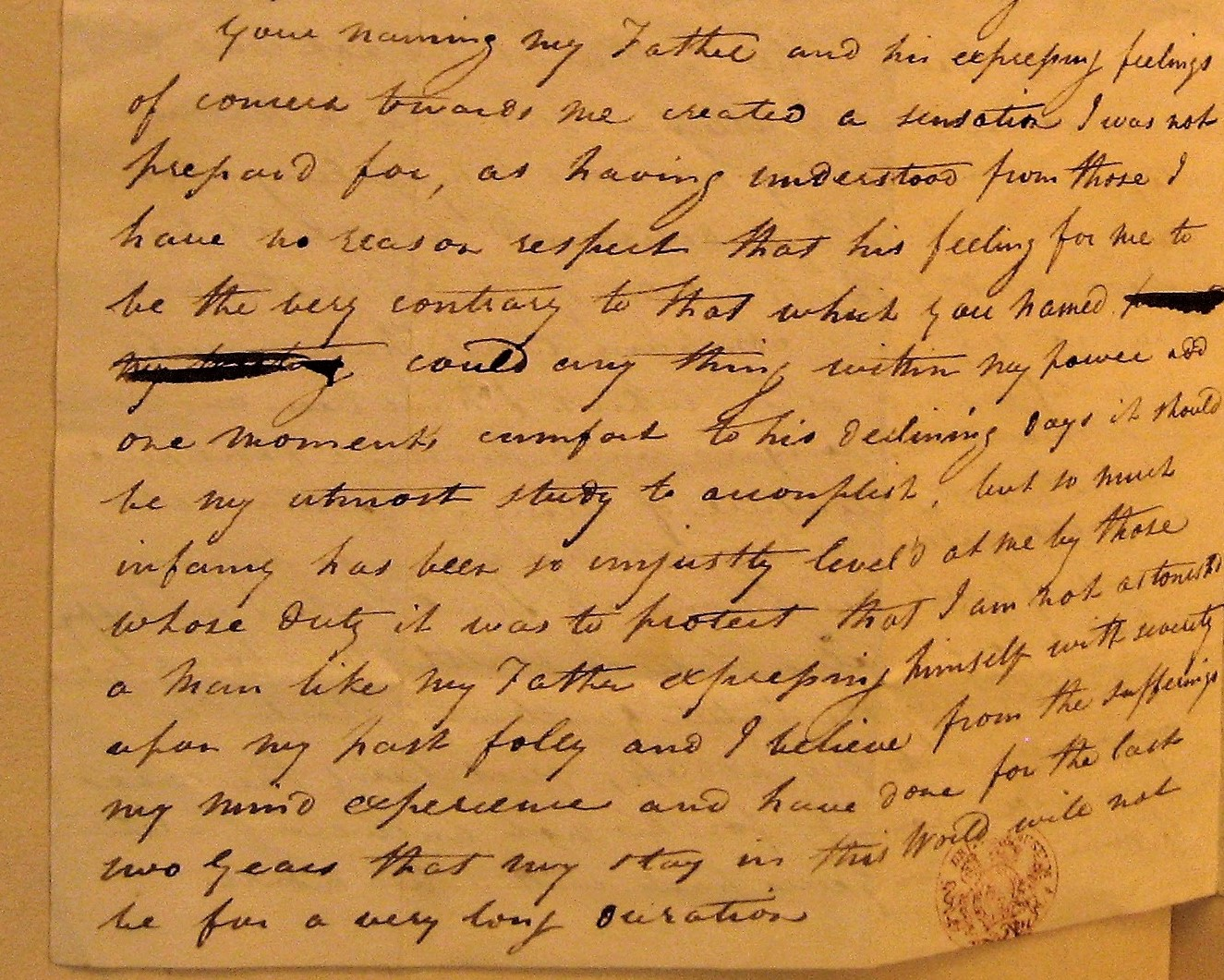
Extrait de la lettre de George Vincent à William Davey du 27 juillet 1824 relatant sa folie passée.

George Vincent et Stark se rendent de Norfolk à Londres pour assister aux funérailles de John Crome en 1821. À cette époque, George est malade, bien que la raison de sa mauvaise santé ne soit fournie par aucune source ou mentionnée dans ses lettres publiées. L'historienne de l'art Josephine Walpole considère que ses malheurs ont commencé une fois qu'il s'est retrouvé sans son vieux professeur qui constituait pour lui une influence stabilisatrice.
Le 3 novembre 1821, il épouse Mary Elizabeth Cugnoni, âgée de 19 ans, la fille unique du médecin James Cugnoni, qui est, selon Stark, extrêmement riche,. L'événement est consigné dans le Norfolk Chronicle une semaine plus tard. On ne sait pas si de ce mariage naît des enfants. George Vincent achète une maison à Camden Town qui dépasse ses propres moyens ; elle est vendue lorsque, pour des raisons qui n'ont jamais été expliquées, l'argent de sa femme ne s'étant pas concrétisé,. À l'été 1824, lui et sa femme vivent au 26 Upper Thornhaugh Street, près de Bedford Square, une maison plus abordable proche du centre de Londres,.
Sa santé se détériore et ses dettes augmentent, en partie à cause de ses habitudes de consommation d'alcool,. Dans une lettre datée du 27 juillet 1824 à son ami William Davey, il parle d'une « folie passée ». Elle semble avoir été la cause d'un désaccord permanent entre George Vincent et ses amis de Norwich, ainsi qu'avec son père, déjà troublé par son intempérance. Ses lettres à Davey révèlent ses problèmes financiers et comportent une référence à « l'infamie » dont il se sentait victime,. Aucun détail n'apparaît sur la nature de la « folie » mentionnée dans la lettre ; Walpole suggère que l'intempérance de George Vincent a contribué à la « folie », et mentionne des « rumeurs étranges et désagréables » sur George qui circulaient, tandis que l'historien de l'art Campbell Dodgson présumait que ses dettes en étaient la cause. Dans une lettre adressée à Davey en octobre de cette année-là, George Vincent écrit : « Pour moi, comme pour ma moitié, c'était une grande source de plaisir de me promener sur les scènes d'autrefois. ». Pour l'auteur Harold Day, cela impliquait qu'il était heureux en mariage à cette époque. Davey doit désormais aider son ami à vendre des œuvres à Norwich à des prix plus bas que prévu.
En 1824, il commence à préparer deux tableaux, de la bataille du Nil et de la bataille de Trafalgar, pour concourir à un prix offert par les directeurs de la British Gallery. Bien que vivant à Londres, il se considère toujours comme un homme de Norfolk, écrivant à propos de l'officier Nelson de la Royal Navy : « Le héros de Norfolk a gagné ces batailles, et doit-on dire que les artistes de Norfolk ne se disputeront pas le prix maintenant offert ? ».
Aucune des deux œuvres n'est achevée. Son incapacité à rembourser ses dettes le conduit à être interné dans la prison de la Flotte en décembre 1824. Pendant les trois années suivantes, il vit dans la troisième galerie (c'est-à-dire au troisième étage), incapable d'achever de grandes œuvres. Une lettre adressée à Davey, écrite après son arrivée à la Flotte, révèle sa gêne et lui demande, lorsqu'il parle à James Stark : « Comme il faudra le nommer à J.S., suppliez-le de ne pas remarquer ma résidence à une âme ; et, surtout, ne la nommez pas à mon père, car cela rendrait le pauvre vieux très malheureux ». Son beau-père et ses amis l'aide à exposer ses peintures, dont cinq exposées à Norwich (Entrance to Loch Katrine – moonlight; Highlanders Spearing Salmon et quatre autres simplement intitulées Landscape). Après un an, et accompagné d'un gardien de prison, il rend visite à Stark à Norwich. Là, il tente de renouer avec ses amis et de collecter des fonds grâce à la vente de ses peintures ou par d'autres moyens,.

### Disparition (à partir de 1831)
George Vincent reste à la Flotte jusqu'à sa libération le 13 février 1827. En 1828, il envoie six tableaux à l'exposition de Norwich et en 1831, il y expose un tableau, le dernier montré en public de son vivant. Après 1831, George Vincent n'est plus vu par le public, et ses amis ne le revoient plus et n'entendent plus parler de lui, malgré les tentatives de sa famille pour le retrouver. Le botaniste Joseph Dalton Hooker, écrivant dans la biographie de son père en 1902, a rappelé que « George Vincent a été bien éduqué et élevé, mais s'est perdu. Mon père, son cousin, s'est efforcé en vain de retracer sa fin à Londres ». Dans le catalogue de ses tableaux présenté par la Society of British Artists en 1832, Vincent est décrit comme mort, mais la date et la cause de son décès sont incertaines. Il est possible qu'il soit mort avant le 14 avril 1832, peut-être à Bath dans un workhouse, car un avis paraît dans le Norwich Mercury ce jour-là : « Décédé dernièrement à Bath, dans sa 36e année, M. George Vincent, artiste, fils de M. James Vincent, de cette ville. »,. L'écrivain Ralph Hale Mottram a décrit la mort de George Vincent comme « complètement mystérieuse » et a suggéré que sa volonté d'éviter les créanciers était une raison possible de sa disparition.
Selon le Morning Advertiser, le contenu de sa maison de Londres est vendu en janvier 1833. L'édition de 1899 du Dictionary of National Biography affirme que George Vincent a été vu pour la dernière fois par des membres de sa famille lors des funérailles de son père en avril 1833,. Le 2 mai 1833, Mary Vincent épouse un journaliste du nom de Thomas Murphy.

## Œuvres
George Vincent, Crome, Cotman et Stark sont considérés par l'historien de l'art Herbert Minton Cundall comme les principaux artistes de l'école de peinture de Norwich. L'œuvre de George est fondée sur le style de son maître, et sur les paysages de l'âge d'or de la peinture néerlandaise. Ses œuvres, souvent datées, étaient parfois signées de son monogramme, « GV ».

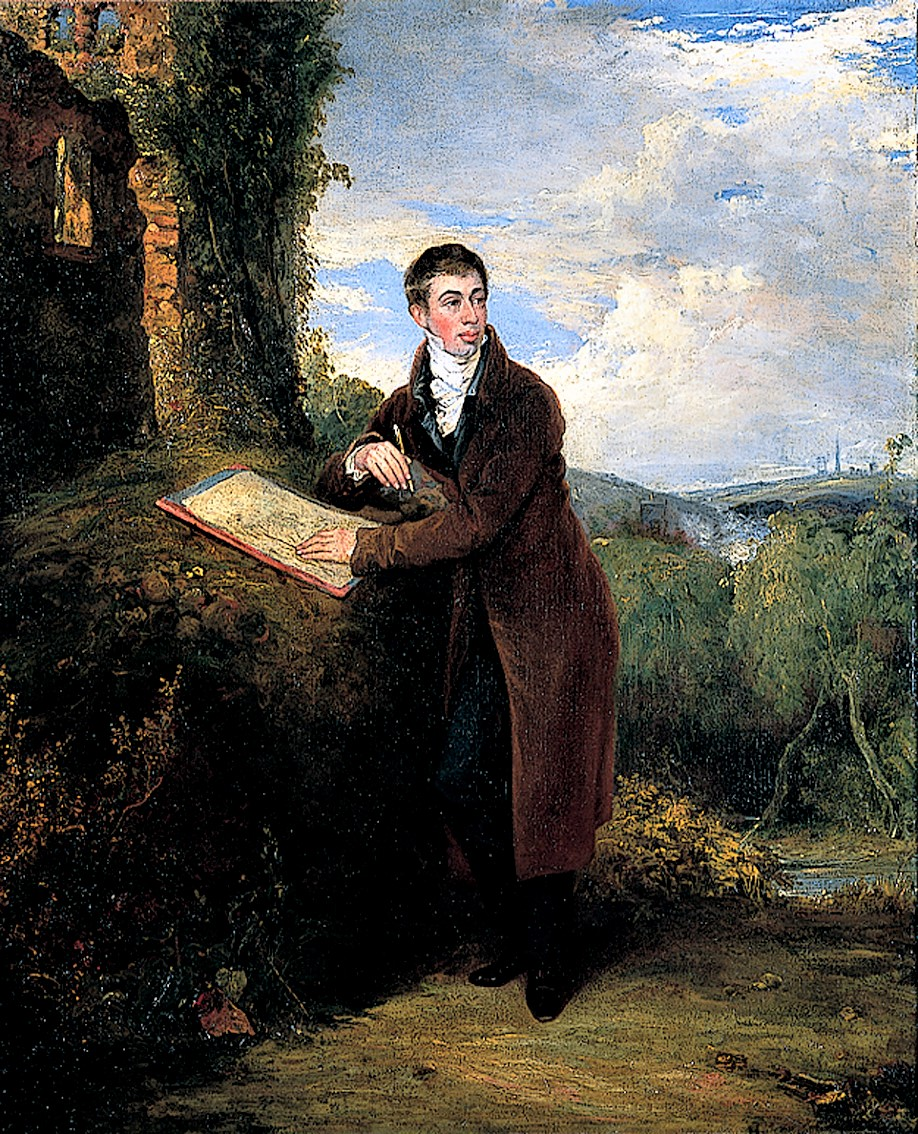
Joseph Clover et George Vincent, Portrait de George Vincent (1796-1832), avec un arrière-plan de paysage par lui-même, château de Norwich.

Jusqu'en 1831, il expose chaque année avec la Norwich Society of Artists, présentant 106 tableaux, dont 75 paysages, 6 marines et 16 « œuvres architecturales » . Il expose à Londres, Manchester et Glasgow au cours de sa carrière. Il expose 9 tableaux à la Royal Academy, 12 à Suffolk Street, et 41 à la British Institution, exposant annuellement de 1815 à 1831 (sauf en 1816 et en 1828). Ses peintures n'ont pas été régulièrement exposées à Londres avant qu'il ne s'installe dans la capitale. Il s'agissait principalement de vues de la campagne du Norfolk, mais aussi de scènes écossaises (de son voyage en 1819), et de bateaux.
George Vincent a appris à graver à Norwich. La plupart des artistes de Norwich, dont Vincent, ont gravé pour produire des estampes dans leur propre intérêt et celui de leurs amis, et non dans le but d'obtenir une sécurité financière. Leurs planches étaient généralement sans titre, car elles n'étaient pas destinées à être publiées, et ont été vues pour la première fois dans des publications posthumes. Le British Museum conserve les différents états de 23 des gravures de Vincent, réalisées à partir de ses propres images ou esquisses. Peu d'impressions en ont été tirées.
Searle décrit Naufrage sur la côte de George Vincent comme « étonnamment original ». Lorsque les gravures de la Norwich School ont été exposées à Londres en 1973, ses estampes ont été décrites comme fraîches, et possédant « une qualité de force unique parmi les artistes de Norwich ». George Vincent et Stark avaient tous deux tendance à graver des paysages ruraux impliquant des moulins à vent, des animaux de chalets et des figures humaines, dans un style qui montre l'influence de Crome et de l'artiste néerlandais Jacob Isaackszoon van Ruisdael. L'historien Geoffrey Searle commente ce fait, estimant que leurs gravures « descendent dans la convention picturale », alors que d'autres membres de l'école de Norwich - en particulier l'artiste John Middleton - « se tiennent à l'écart de ces artifices pittoresques ».
Le British Museum possède un petit nombre de dessins de George, qui faisaient autrefois partie d'un album, et trois dessins qui lui ont été attribués, mais qui sont maintenant reconnus comme ayant été dessinés par l'artiste de Norwich Samuel David Colkett (en).
Le fond de la peinture non datée intitulée Portrait de George Vincent (1796-1832), avec un fond de paysage par lui-même de Joseph Clover, a été peint par le modèle. L'œuvre a été léguée au musée du château en 1899 par le fabricant de moutarde Jeremiah James Colman, en même temps que Trowse Meadows, near Norwich. L’Eastern Daily Press a rapporté en 1885 que, contrairement au portrait, le visage réel de George Vincent était « défiguré par la variole et qu'il était un homme très simple. Quant à ce dernier point, nous ne pensons guère que le souvenir soit confirmé par le portrait ».

## Influences, réputation et héritage
Vincent a été influencé par les tableaux de Crome, dont Un marché aux poissons à Boulogne (1820). Dickes commente qu'« aucun autre élève de Crome n'a acquis à ce point le merveilleux pouvoir de représentation de l'atmosphère du maître » et que ses paysages se distinguent par la qualité de leur composition et de leur coloration.
Il présente la Scène de route et chalet de Vincent comme étant typique de son travail, avec son « ciel ultramarin ambre, nuages bordés, indigo au loin, branches d'arbres dorées [et] figures bien dessinées ». Selon l'historien de l'art Andrew Moore, Vincent s'approchait du naturalisme de Crome, mais était nettement inférieur en ce qui concerne le sens de la composition. Son travail invite à la comparaison avec les peintures de John Constable, qu'il est connu pour avoir admiré, et de J. M. W. Turner ; tous deux vivaient à Londres lorsque Vincent y était installé. Il a également été comparé favorablement à Stark. Selon Cundall, les peintures de Vincent étaient plus atmosphériques, et il était le meilleur peintre ; selon l'auteur et collectionneur Derek Clifford, Vincent était le meilleur aquarelliste,.
Cundall pense que si George Vincent « n'avait pas cédé à des habitudes excessives, il se serait probablement classé parmi les plus grands peintres paysagistes britanniques ». Moore le considérait comme l'un des peintres britanniques les plus talentueux des années 1820, même si sa qualité n'était pas constante. L'article biographique de Dodgson dans le Dictionary of National Biography le décrit comme l'élève le plus accompli de Crome, dont les peintures constituent un remarquable ensemble d'œuvres.

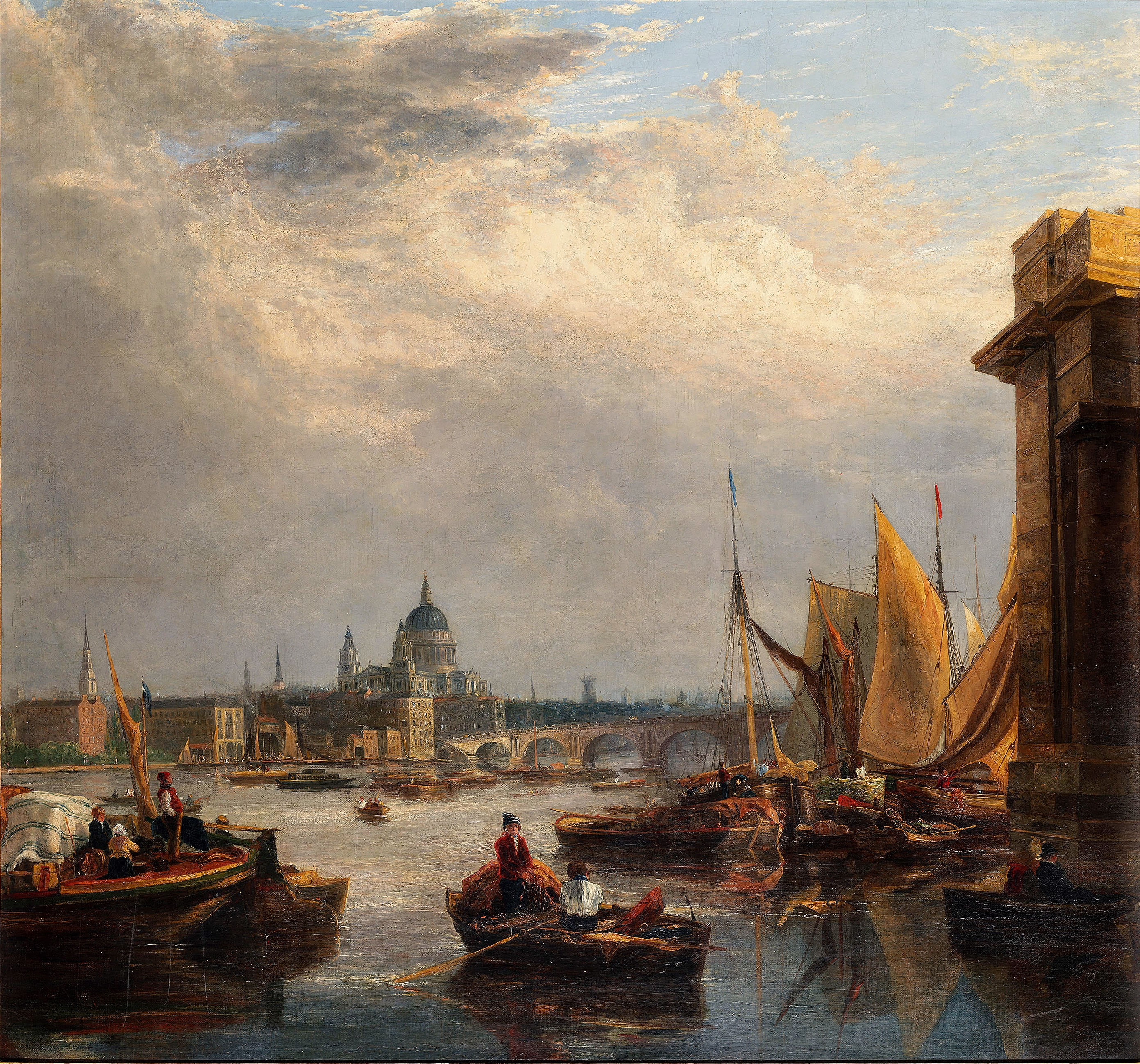
St. Paul's from the Surrey Side of Blackfriars Bridge, figures and sailing barges in the foreground (1820), localisation inconnue.

Walpole a reconnu que sa production était « inégale », a écrit que la mort de George a entraîné la perte d'un artiste d'ambition, encore dans ses premières années et qui portait la marque du génie. Parmi les qualités qu'elle met en avant figurent sa capacité à équilibrer ses tableaux avec des ciels inhabituels, son utilisation harmonieuse de la couleur et sa façon de produire des œuvres intéressantes et complexes, bien pensées et bien construites. Elle fait l'éloge de ses peintures à l'huile écossaises, qu'elle décrit comme « absolument magnifiques ». Le déclin de sa santé et de sa fortune à partir du milieu des années 1820 fut pour Walpole la cause du déclin général de la qualité de sa production à partir de cette époque.
L'impact de l'école de Norwich en dehors de l'Est-Anglie est largement dû au travail de Vincent et Stark ; tous deux sont devenus des membres importants de la deuxième génération de l'école, et leurs expositions dans la capitale ont attiré de nombreux éloges dans la presse, leur lien avec leur ville natale n'étant qu'occasionnellement mentionné.
Des œuvres remarquables de George Vincent sont parfois mises aux enchères. St. Paul's from the Surrey Side of Blackfriars Bridge, figures and sailing barges in the foreground, une peinture à l'huile mesurant 132,7 × 141 cm vendu pour 10 000 £ chez Christie's en 2019, soit le double de la valeur estimée, et Ship Building At Greenwich, un tableau plus petit mesurant 31 × 40 cm qui était signé et daté « GV 1823 » sur le bateau le plus en avant, a été vendu chez Bonhams en 2011 pour 27 500 £. En comparaison, Greenwich Hospital (1827) a rapporté 740 guinées en 1888, un montant équivalent à environ 61 000 £ en monnaie moderne,. En 2020, une société américaine de vente d'art a constaté que les bonnes œuvres de George Vincent étaient « relativement rares ».

## Œuvres

### Greenwich Hospital from the River
Les talents de George Vincent en tant que peintre paysagiste sont restés largement méconnus en dehors du Norfolk jusqu'à ce que son œuvre de 1827, Greenwich Hospital from the River, soit présentée à l'Exposition universelle de 1862, L'enthousiasme suscité par la présentation de ce grand tableau a contribué à asseoir sa réputation ; selon Dickes, il a alors été « classé parmi les principaux paysagistes ». Les Redgrave, dans leur série Landmarks in Art History de 1890, ont écrit que « Vincent a exécuté le tableau avec minutie, donnant tous ses pouvoirs à la tâche, et il a produit un tableau noble ».
Greenwich Hospital from the River est considéré comme le chef-d'œuvre de George Vincent ; étant, selon Dickes, comparable aux œuvres des peintres paysagistes néerlandais Cuyp et Jan van de Cappelle,. Dickes a décrit le tableau dans son livre The Norwich School of painters : 
« The sun is behind a golden-fringed cloud above the centre of the picture, its light suffusing the sky and powerfully reflected on the river between two groups of ships, where a timber raft is floating. In the front, dark against this light, three sailors in a boat are tying a rope to a buoy. There are other boats moving about, and in the distance between and beyond the timber ships, riverside craft and the towers of Greenwich Hospital. »
« Le soleil se trouve derrière un nuage à franges dorées au-dessus du centre du tableau, sa lumière imprègne le ciel et se reflète puissamment sur la rivière entre deux groupes de bateaux, où flotte un radeau de bois. À l'avant, dans l'obscurité, à contre-jour de cette lumière, trois marins en bateau attachent une corde à une bouée. D'autres bateaux se déplacent, et au loin, entre et au-delà des bateaux en bois, des bateaux de bord de rivière et des tours de l'hôpital de Greenwich »
Il a été commandé à l'origine pour 100 guinées par un M. Carpenter, grâce à l'action de l'ami de George, le connaisseur James Wadmore (en). View on the Wensum avait été acheté par Wadmore en 1819 après avoir été montré à l'Institution britannique, qui stipulait que Carpenter devait commander le tableau en échange de certains de ses manuscrits importants, requis par Carpenter pour son propre usage. La commission aurait fourni à l'artiste une source de revenus bien nécessaire. Le tableau a peut-être été prêté par Wadmore à la Society of British Artists et exposé en 1834. Après avoir été présenté à l'exposition internationale de 1862, il a été vendu en 1866 à un M. Fordham du château de Stourton, puis transmis à l'industriel William Orme Foster (en). Il a été prêté à une autre exposition de Foster en 1877. Un article du Spectator de cette année-là décrivait l'œuvre comme « une peinture fine et vigoureuse, le dessin et le groupement des bateaux étant de première qualité, et le ciel aussi exceptionnellement bon ».
George Vincent a peint l'hôpital de Greenwich à deux reprises ; une deuxième œuvre, plus petite, également connue sous le nom Greenwich Hospital, a été peinte en 1827.

### Autres peintures

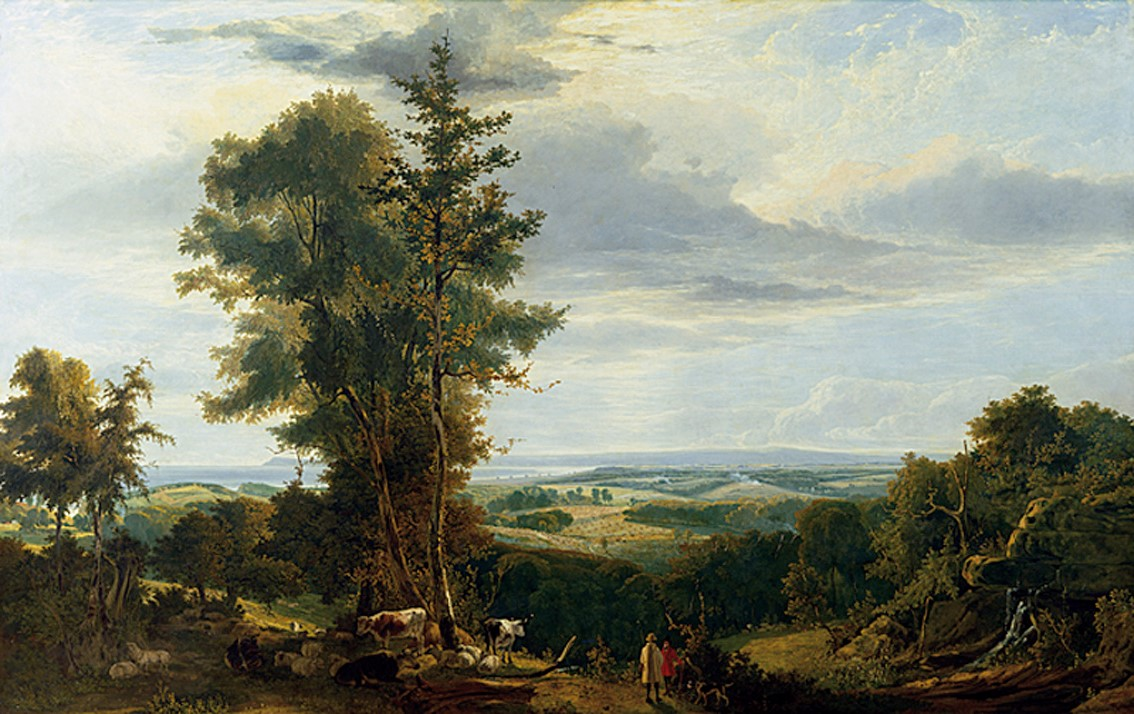
A distant view of Pevensey Bay, the landing place of King William the Conqueror (1820), château de Norwich.

A distant view of Pevensey Bay, the landing place of King William the Conqueror, peinte en 1820, doit à la tradition de Claude et Nicolas Poussin, tout en étant innovante tant dans le style que dans la technique. Cette grande peinture à l'huile de 146 cm par 233,7 cm (4 ft 9,5 in par 7 ft 8,0 in) est probablement l'œuvre la plus ambitieuse de George. Hemingway et Walpole sont d'accord ; selon Hemingway, le tableau imite Turner par ses couleurs vives, tandis que Walpole note que le tableau présente « un ciel incontestablement turneresque ». Moore fait l'éloge de la "magnifique" vue panoramique, qui pour lui invite à la comparaison avec Constable et Turner, qui ont également fait une allusion à la mode à un événement historique, donnant à de tels paysages un cadre rural idyllique. Le tableau a reçu des critiques très favorables dans la presse londonienne. La London Literary Gazette a écrit que « indépendamment de sa revendication historique, cette représentation est un bel exemple de perspective aérienne, diversifiée avec une abondante variété de formes pittoresques ». Le tableau appartient aux collections des musées de Norfolk et est exposé dans la galerie d'art du château de Norwich. Il a été exposé à la British Institution in 1824. Il s'agit de l'une des trois œuvres représentant la baie, les autres étant un petit dessin de pêcheurs, et une autre vue du même nom peinte de quelque part près de Hastings, décrite et admirée par Dickes en 1905.
Les peintures de George Vincent se trouvent dans des musées et des galeries d'art dans tout le Royaume-Uni. Middle Mill, Wandsworth fait partie de la collection d'art du gouvernement britannique et se trouve à l'ambassade britannique au Luxembourg.
Au moins une de ses scènes a été confondue avec celles de John Berney Crome ; A View of Yarmouth from Gorleston était réputée être de Crome lorsqu'elle a été vendue, mais l'erreur a été découverte lorsqu'un bateau représenté dans l'image a été montrée avec ses initiales « GV » sur le côté.
Les œuvres suivantes ont été saluées par la critique lors de leur première exposition publique, ou ont été mises en valeur par des historiens de l'art.
- Driving the Flock, St Mary's, Beverley (non daté, collection privée) a été décrit avec enthousiasme dans la Norfolk Chronicle lors de son exposition en 1820. Hemingway note la fraîcheur des couleurs, ajoutant que l'œuvre montre George Vincent « comme un artiste distinctif et original » à ce stade de sa carrière[107].
- London from the Surrey Side of Waterloo Bridge (1820) a été considérée par Dickes comme « une œuvre importante »[43], et The New Monthly Magazine a décrit cette année-là l'image comme étant de « grand mérite », ajoutant que les métiers au premier plan « sont admirablement introduits pour écarter les objets lointains, qui sont représentés avec beaucoup de vérité de perspective et de couleur »[108],[109].
- Hemingway décrit The Dutch Fair at Great Yarmouth ((1821) Norwich Museums Collections) comme ressemblant à Turner dans ses « compositions expansives et sa profusion d'incidents », et étant plus proche de lui que les peintures des maîtres néerlandais[110]. Moore appelle cela un travail ambitieux qui montre George Vincent « étendant sa portée même au-delà de celle de John Crome »[111]. Le tableau est exposé en permanence au Tide and Time Museum à Great Yarmouth[112].

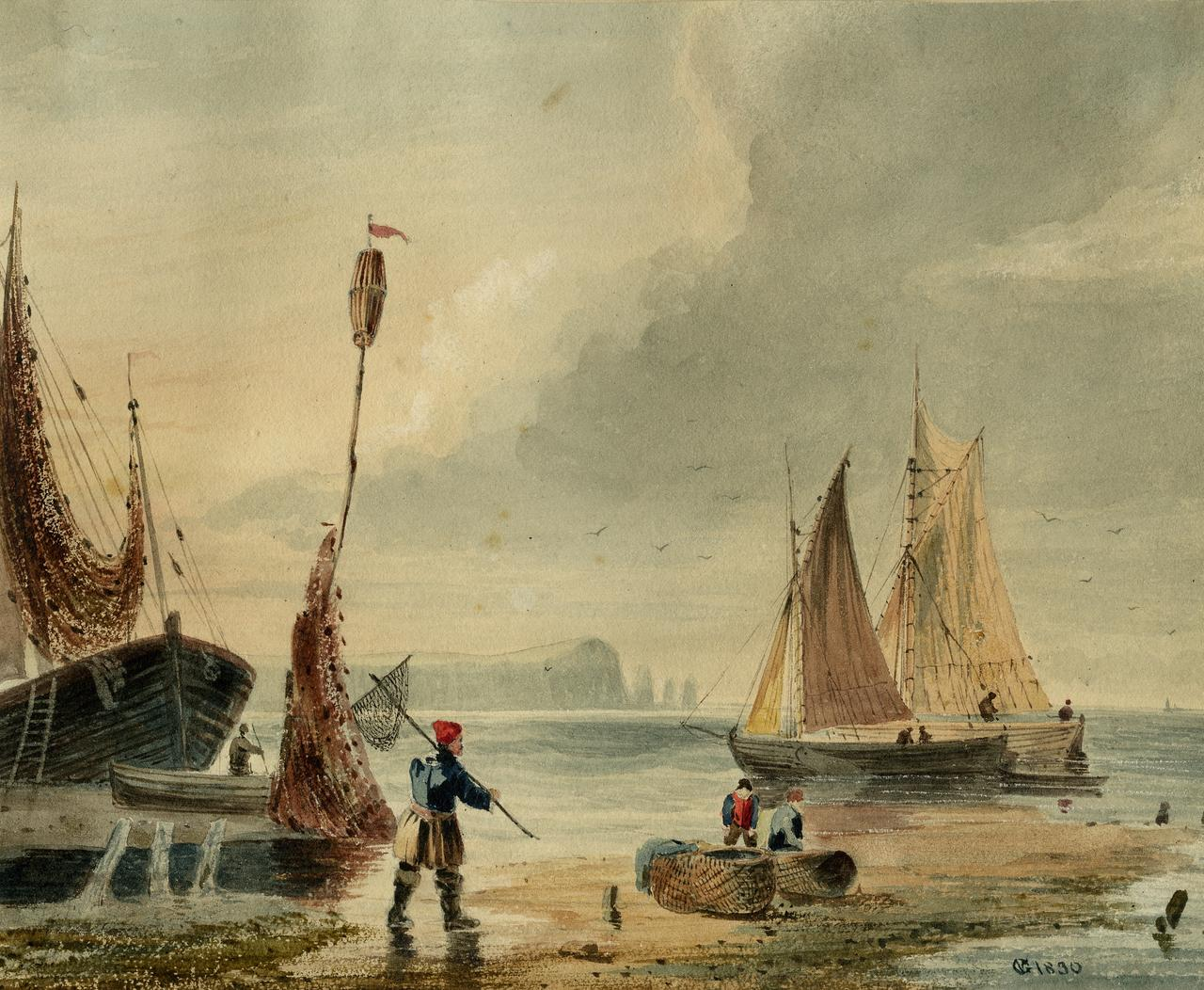
The Needles ((1830), château de Norwich, une des rares aquarelles de Vincent.

- Entrance to Loch Katrine—moonlight, également appelé Highlanders Spearing Salmon (1825). Lorsqu'elle a été exposée en 1825, cette peinture à l'huile a été décrite par la Norfolk Chronicle comme « capitale »; en 1985, Andrew Moore a écrit que l'ambition déclarée de Vincent de produire des « effets de souvenir » dans un tableau a été réalisée ici[114]. Elle a été décrite par Dickes comme « magnifique et digne de Crome », et par Hemingway comme la plus romantique des scènes écossaises de Vincent[115],[116]. Le tableau est détenu par Norfolk Museums Collections[117].
- Trowse Meadows, near Norwich (1828), Norwich Museums Collections. Une peinture admirée par l'artiste John Thirtle, qui en a fait une aquarelle[118]. Hemingway  le considère comme l'une des œuvres les plus impressionnantes de la fin de Vincent, le comparant à The Hay Wain (1821) de John Constable. Selon Hemingway, il manque la transparence et les paillettes du tableau de Constable, mais « la perspective des nuages, l'effet de lumière et la récession atmosphérique sont tous superbement suggérés »[119],[120].
- The Needles (1830) Norwich Museums Collections[121].
- View from Sandlings Ferry (sans date). The Athenæum a déclaré que le tableau était l'un des meilleurs de l'exposition d'hiver de l'Académie royale de 1878[122]. The Builder a également fait l'éloge de l'ouvrage cette année-là, déclarant qu'il « ...a une grande beauté tranquille »[123]. En 1905, Dickes a fait l'éloge de cette œuvre, en notant : « Ce tableau est remarquable par son atmosphère nacrée. Une tendre vapeur semble envahir la scène »[124].

Peintures de George Vincent
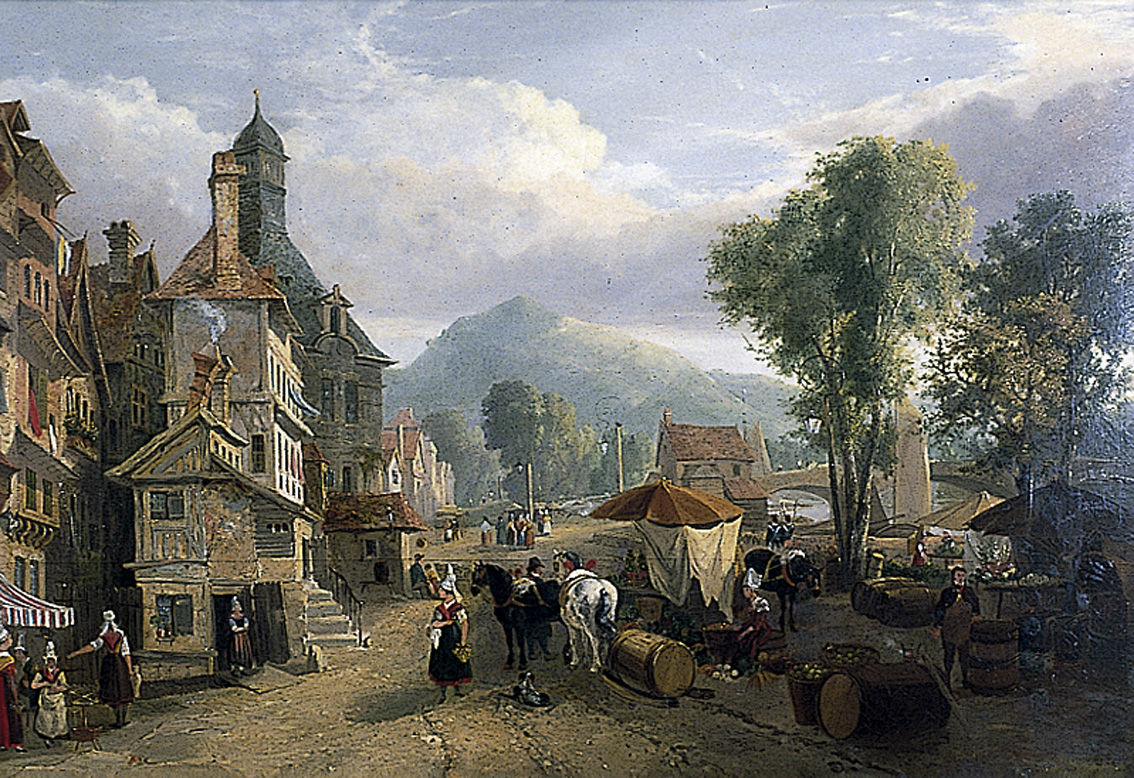
Rouen (1816), château de Norwich.
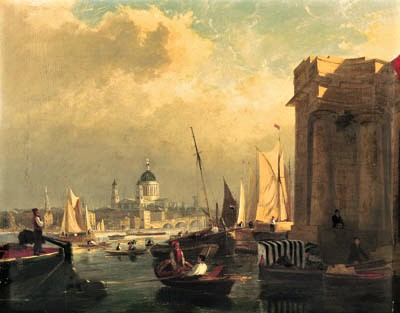
London from the Surrey Side of Waterloo Bridge (1820), localisation inconnue.
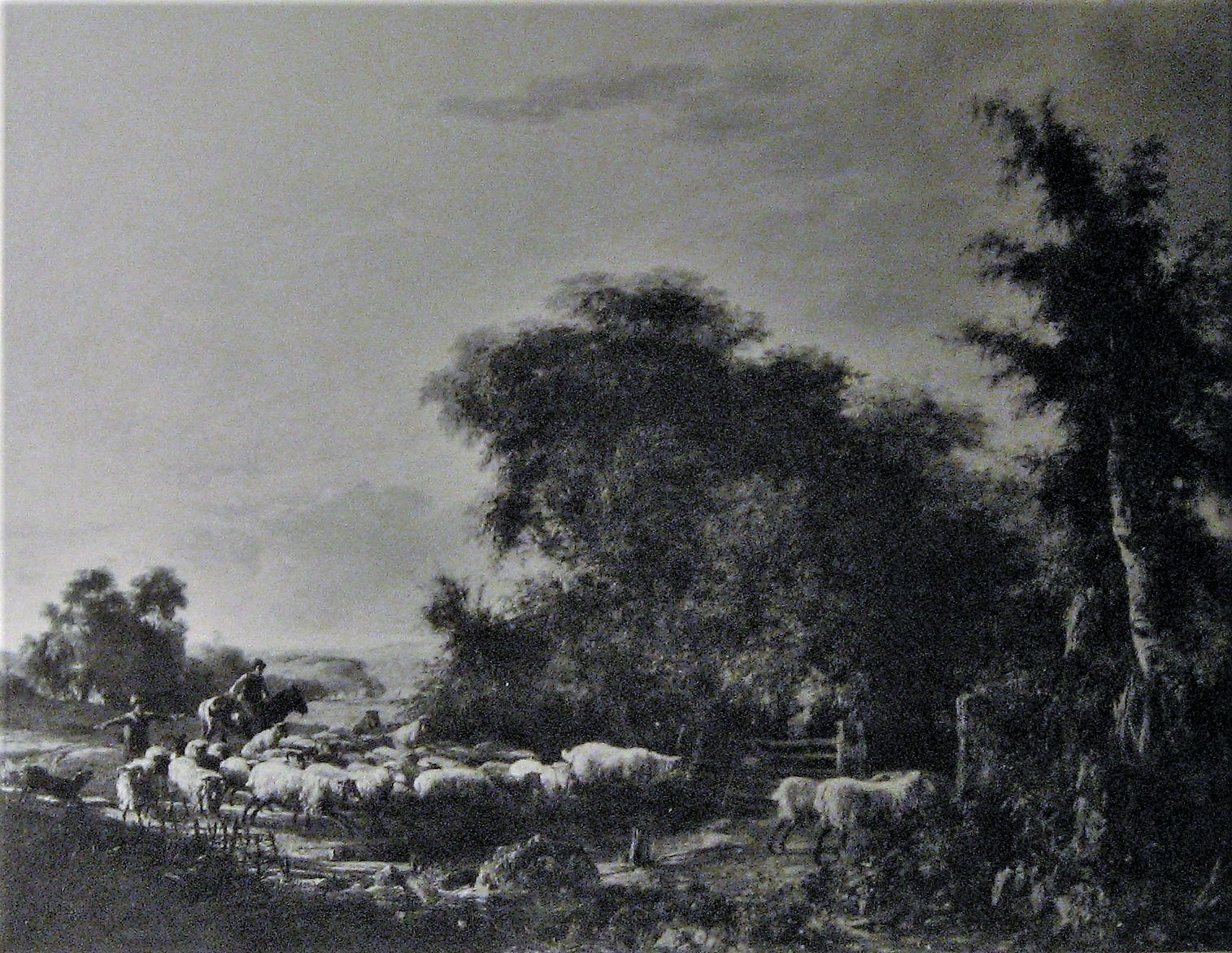
Driving the Flock, St Mary's, Beverley (1820), localisation inconnue.
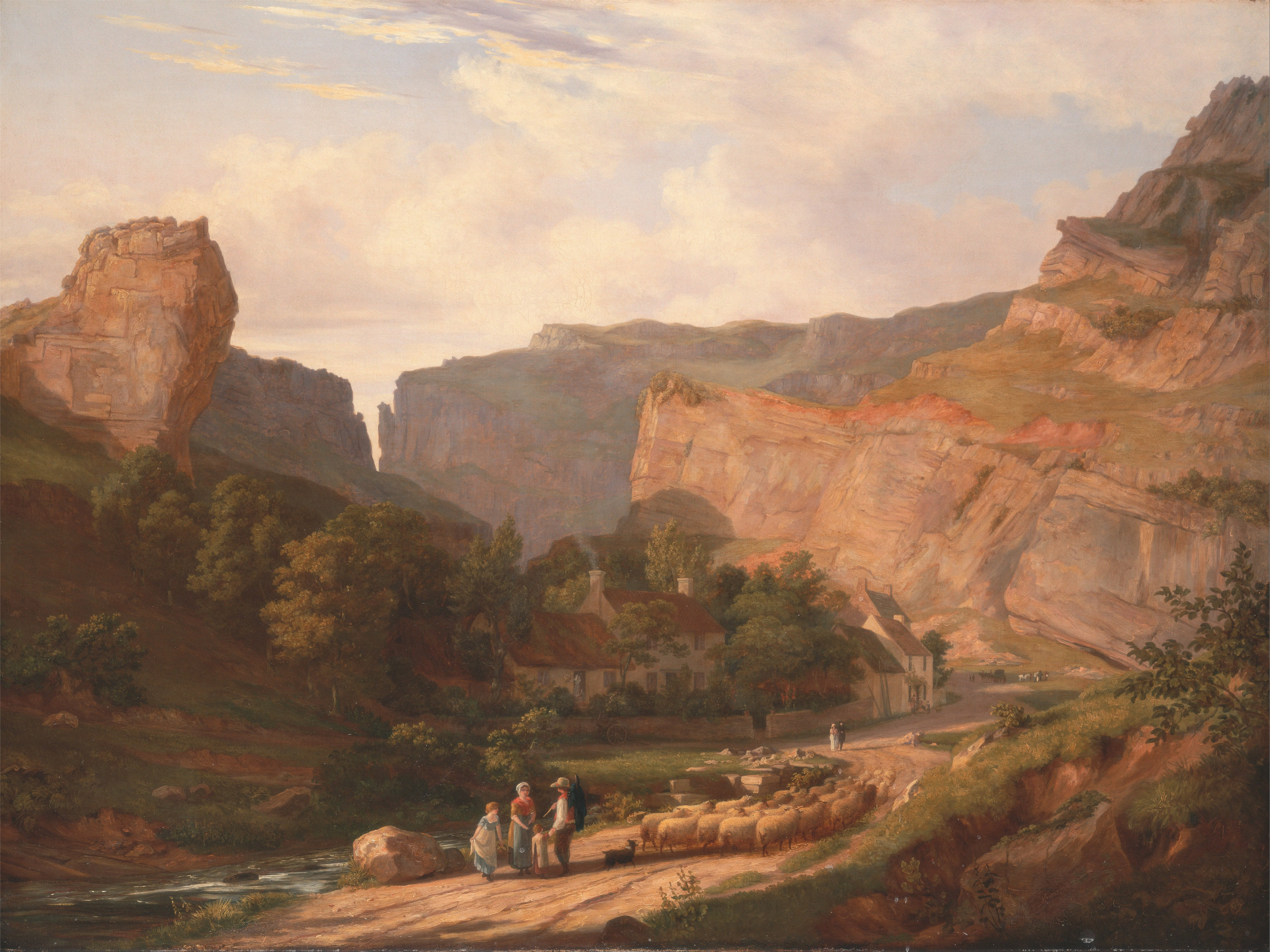
A View of Cheddar Gorge (vers 1820), Yale Center for British Art.
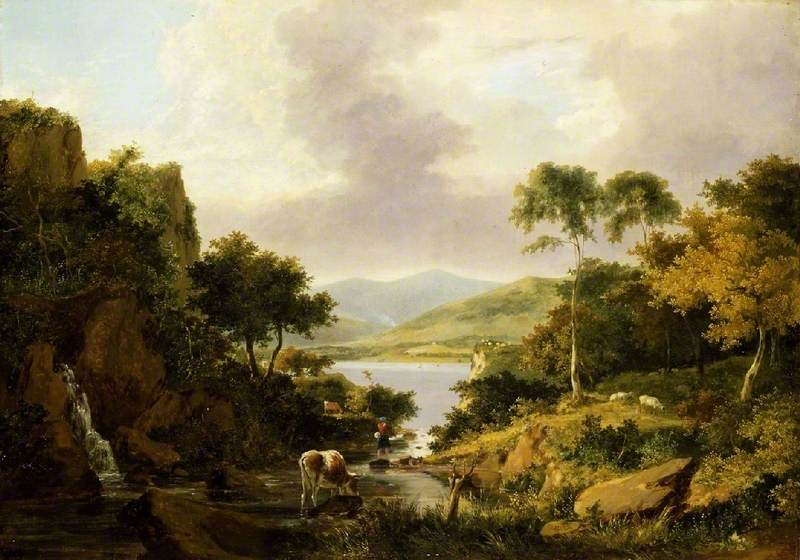
Loch Etive, Argyllshire (1821), Fitzwilliam Museum.
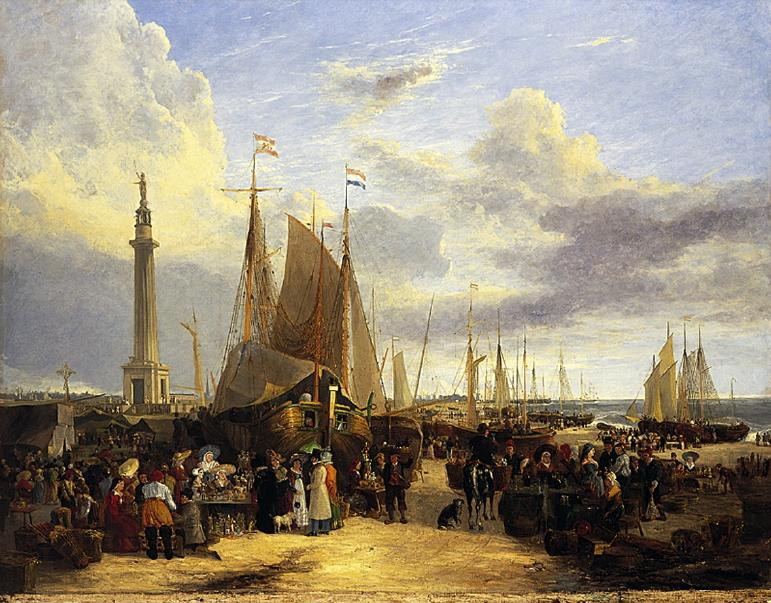
The Dutch Fair at Great Yarmouth (1821), château de Norwich.
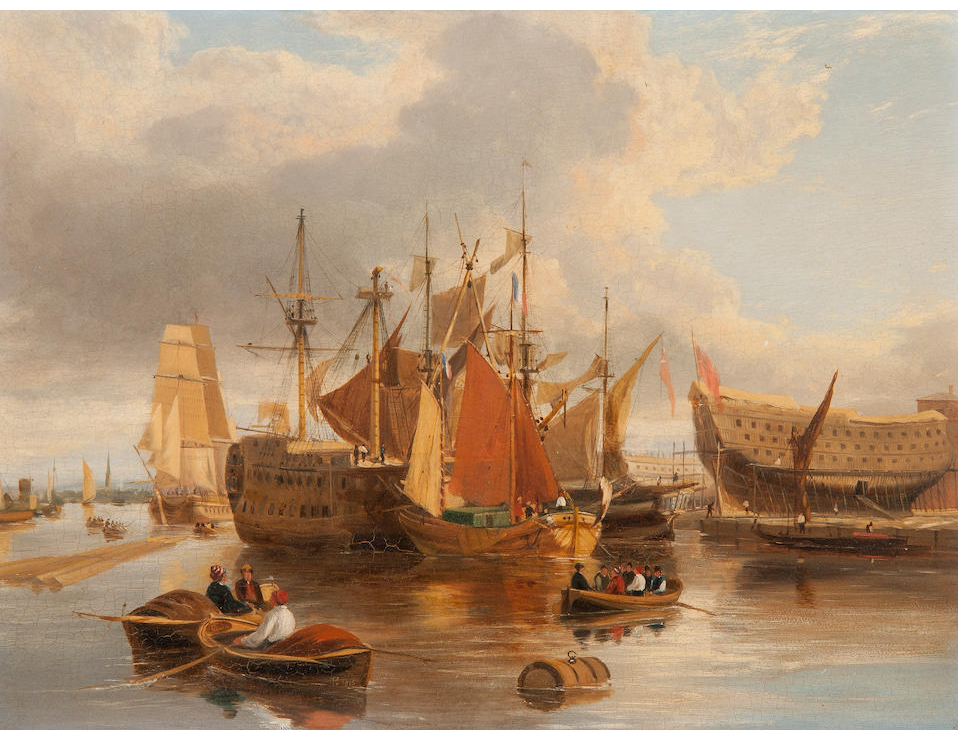
Ship Building at Greenwich (1823), localisation inconnue.
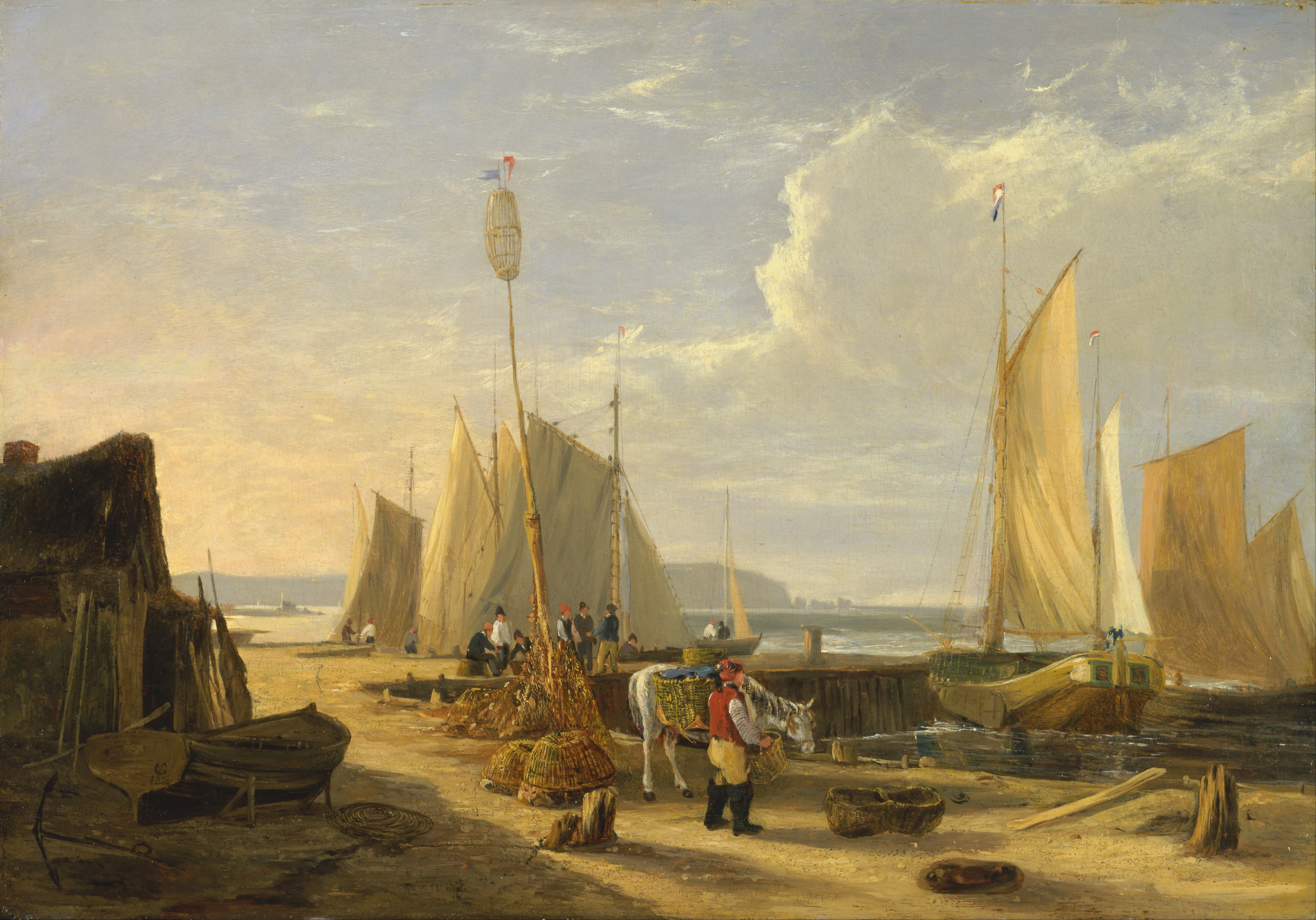
A Harbour Scene in the Isle of Wight, Looking Towards the Needles (1824), Yale Center for British Art.
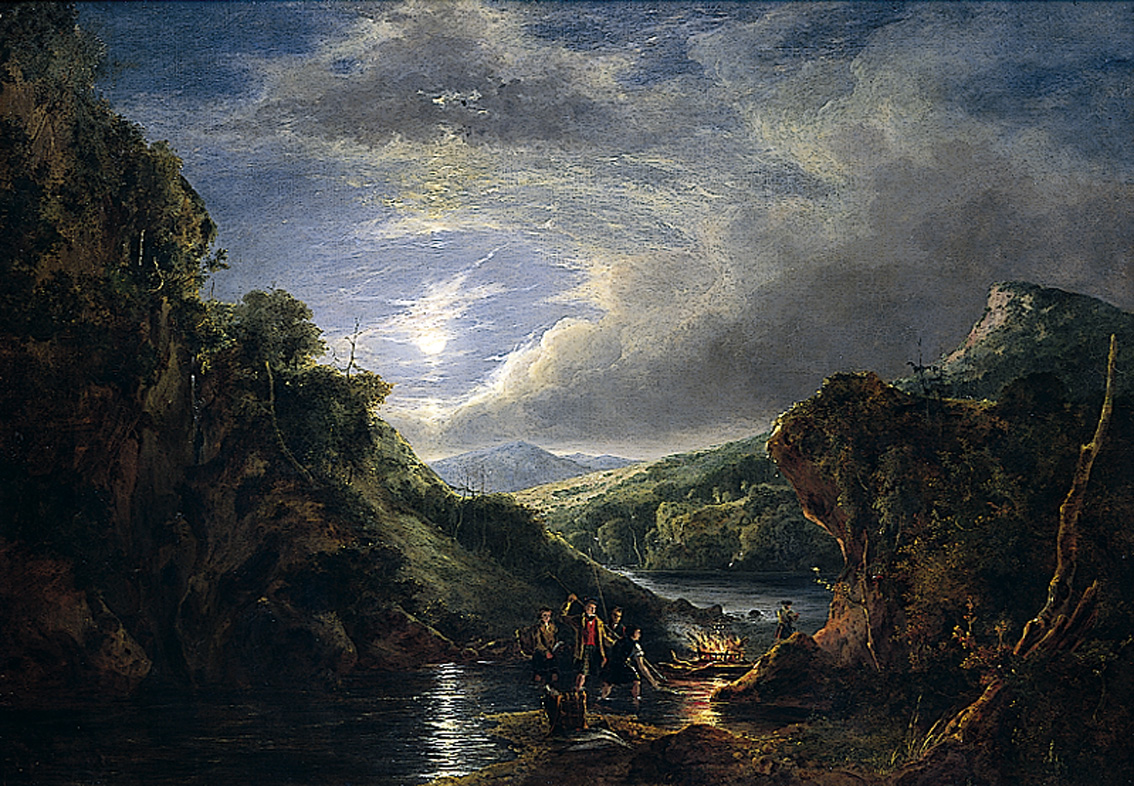
Entrance to Loch Katrine, Moonlight, Highlanders Spearing Salmon (1825), château de Norwich.
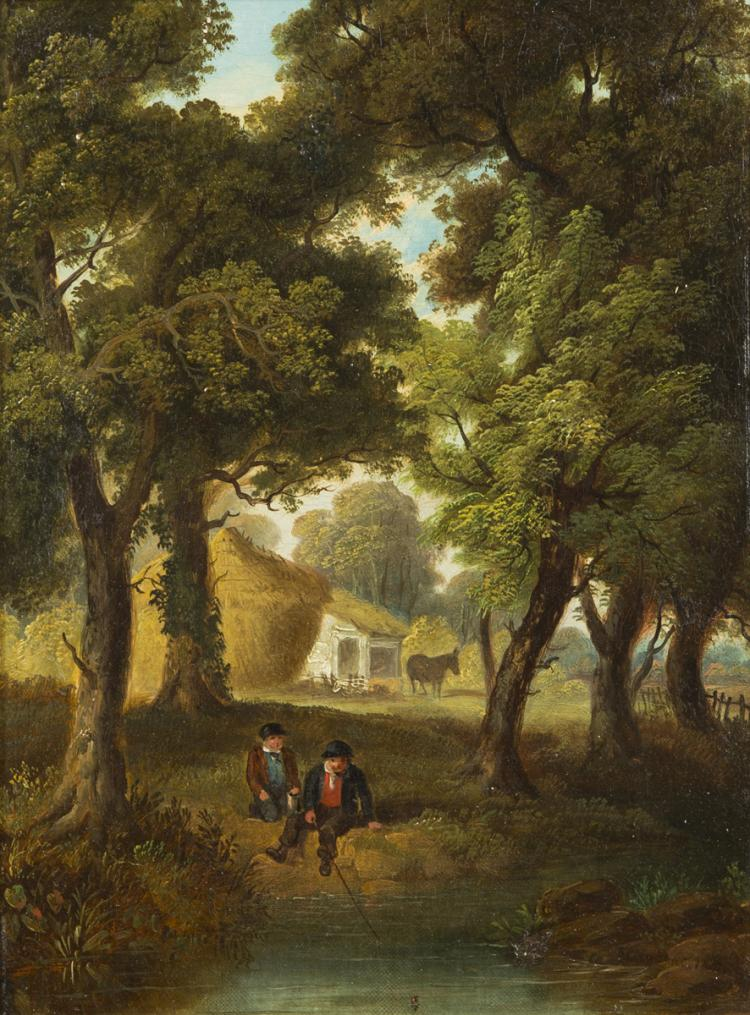
A Quiet Pool, localisation inconnue.
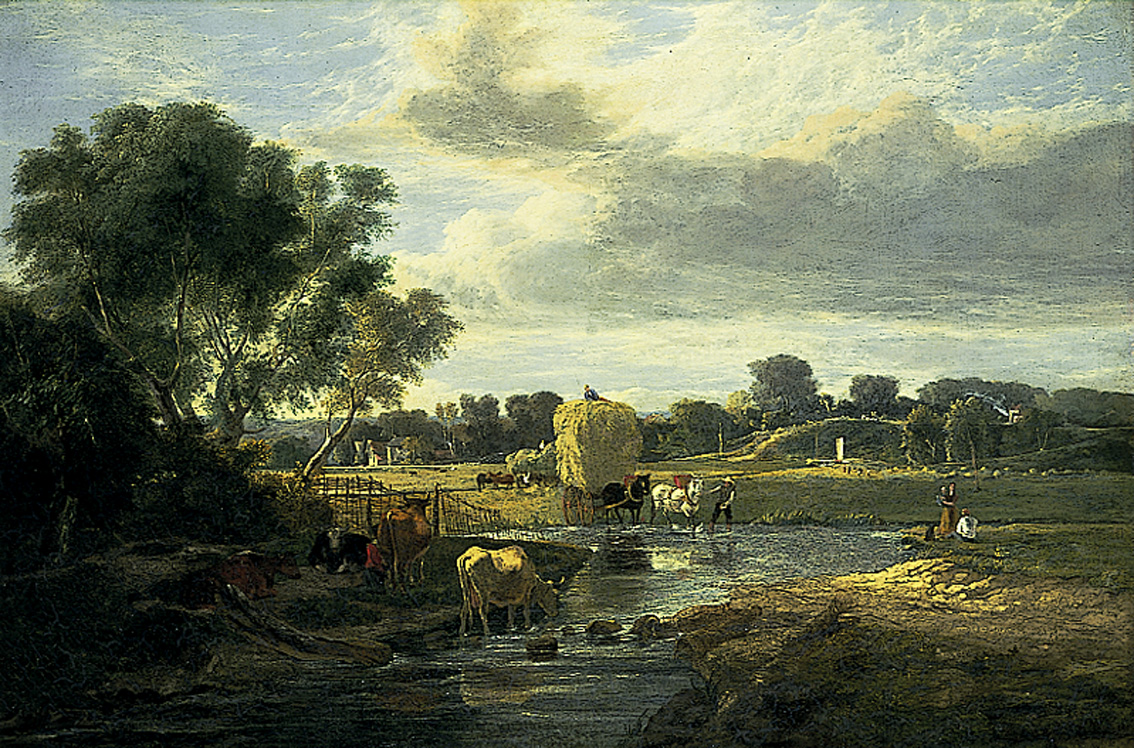
Trowse Meadows, near Norwich, château de Norwich[note 10]
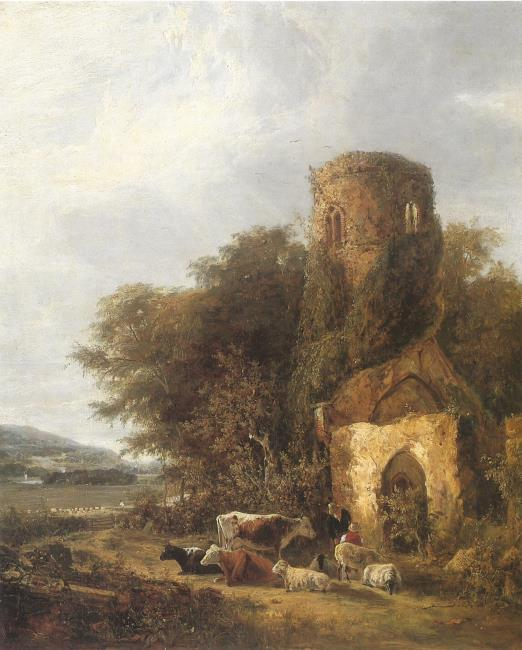
Landscape with the ruins of Whitlingham Church, near Norwich, localisation inconnue.

Gravures de George Vincent
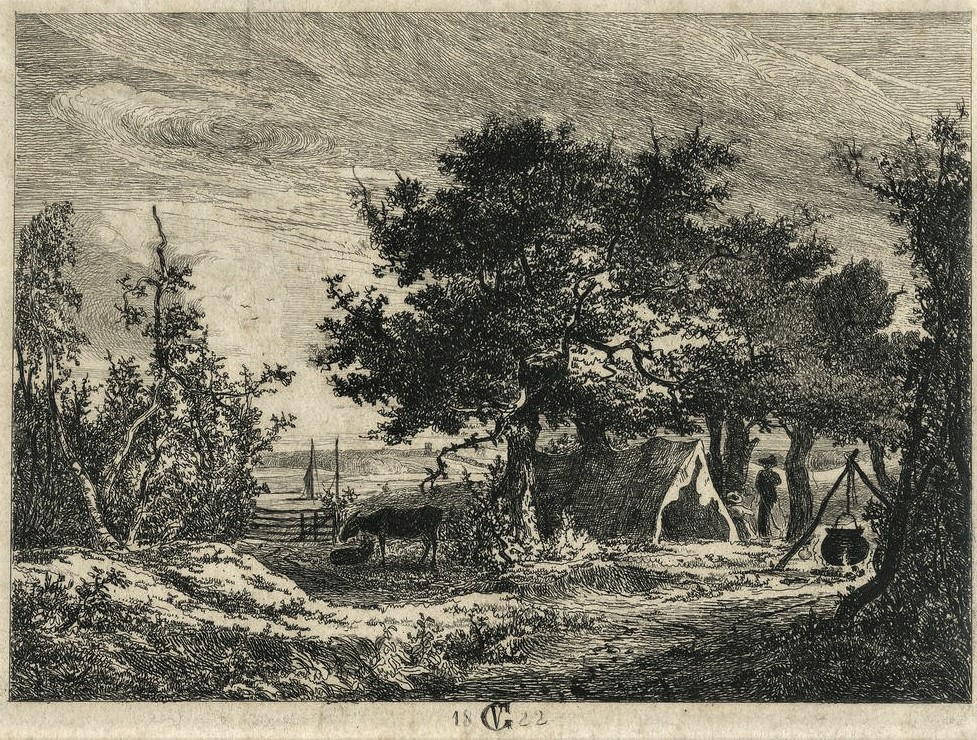
A Gypsy Encampment (1822), château de Norwich.
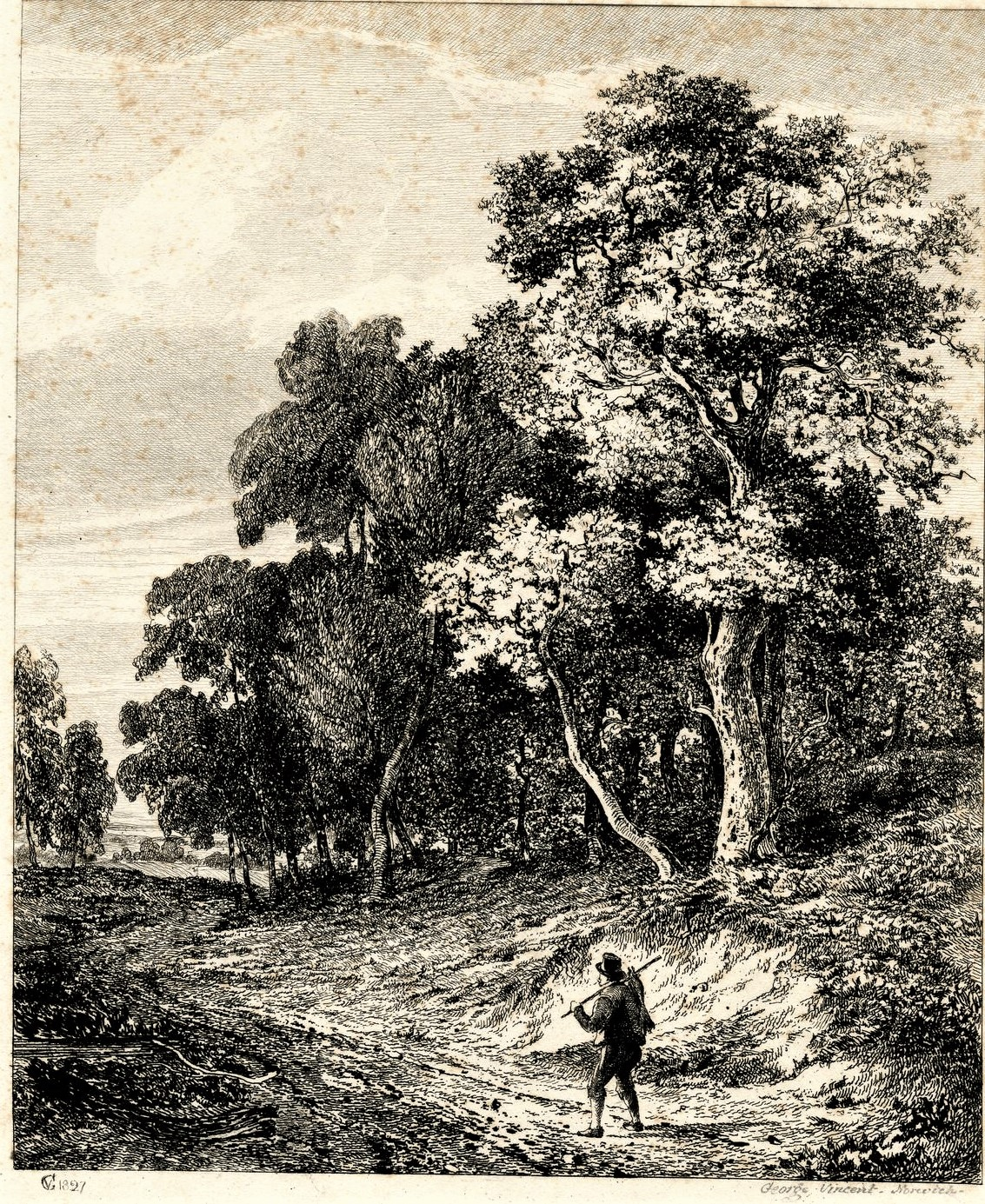
Woodland and figures (vers 1826), Londres, British Museum.
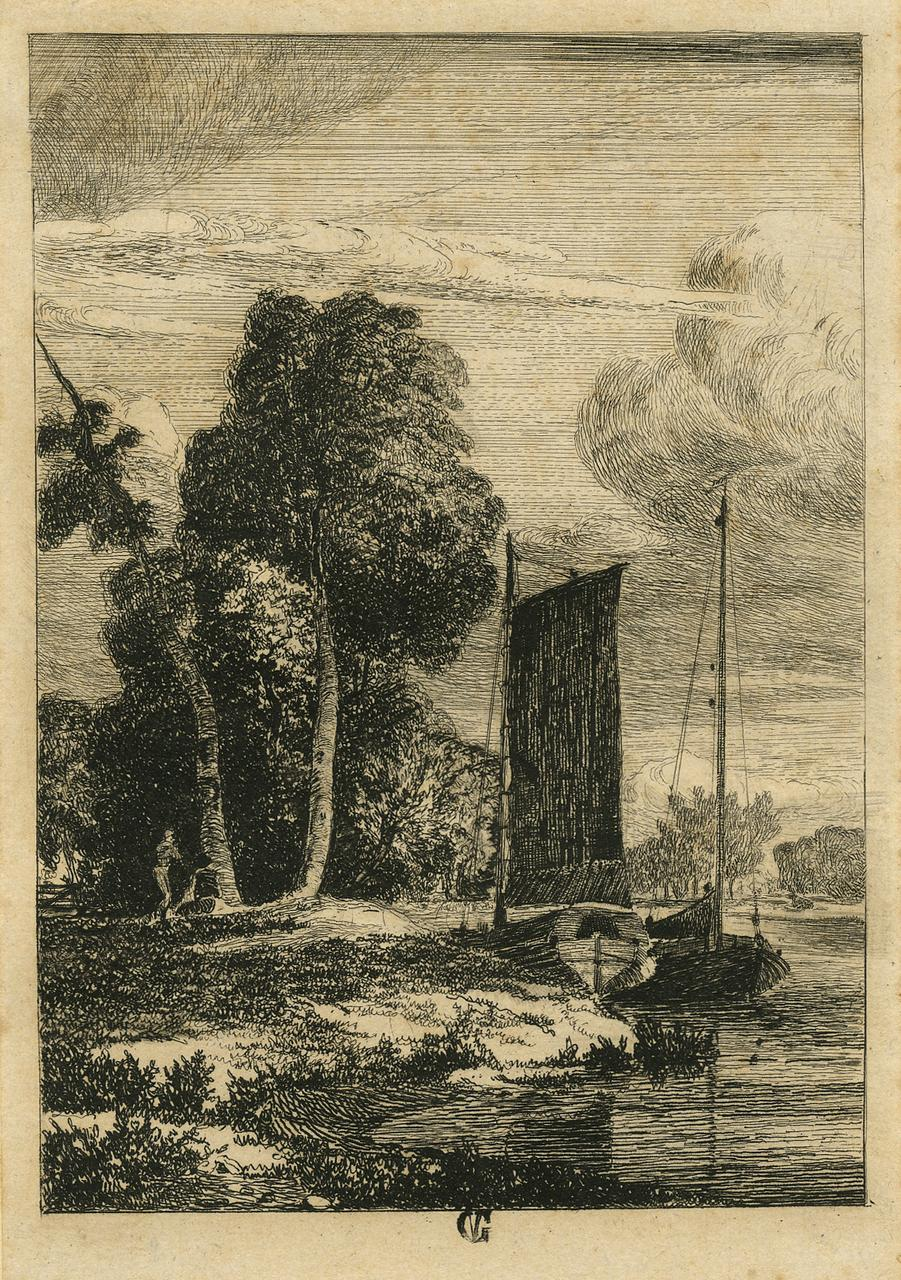
Whitlingham, château de Norwich.
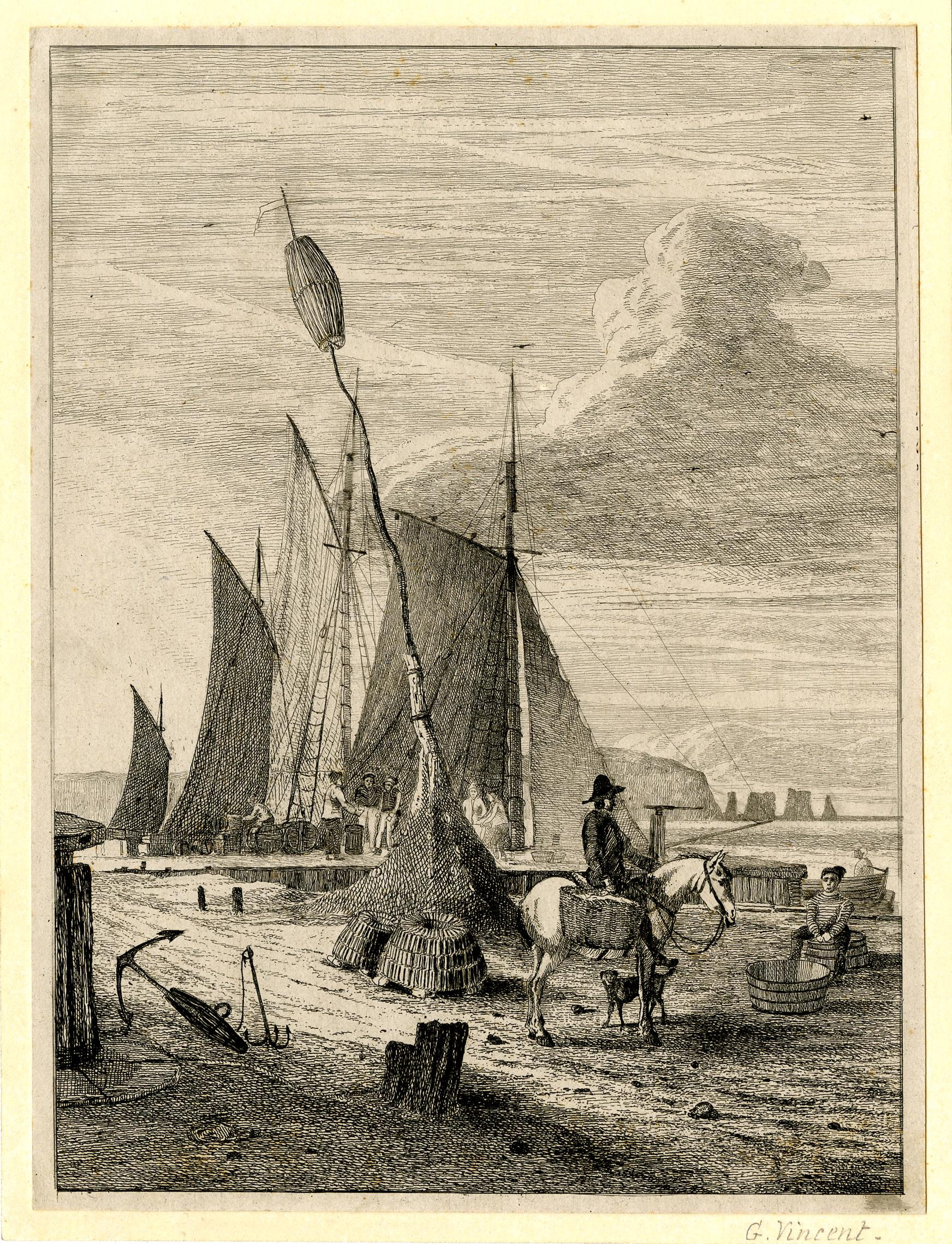
View of a harbour, Londres, British Museum.
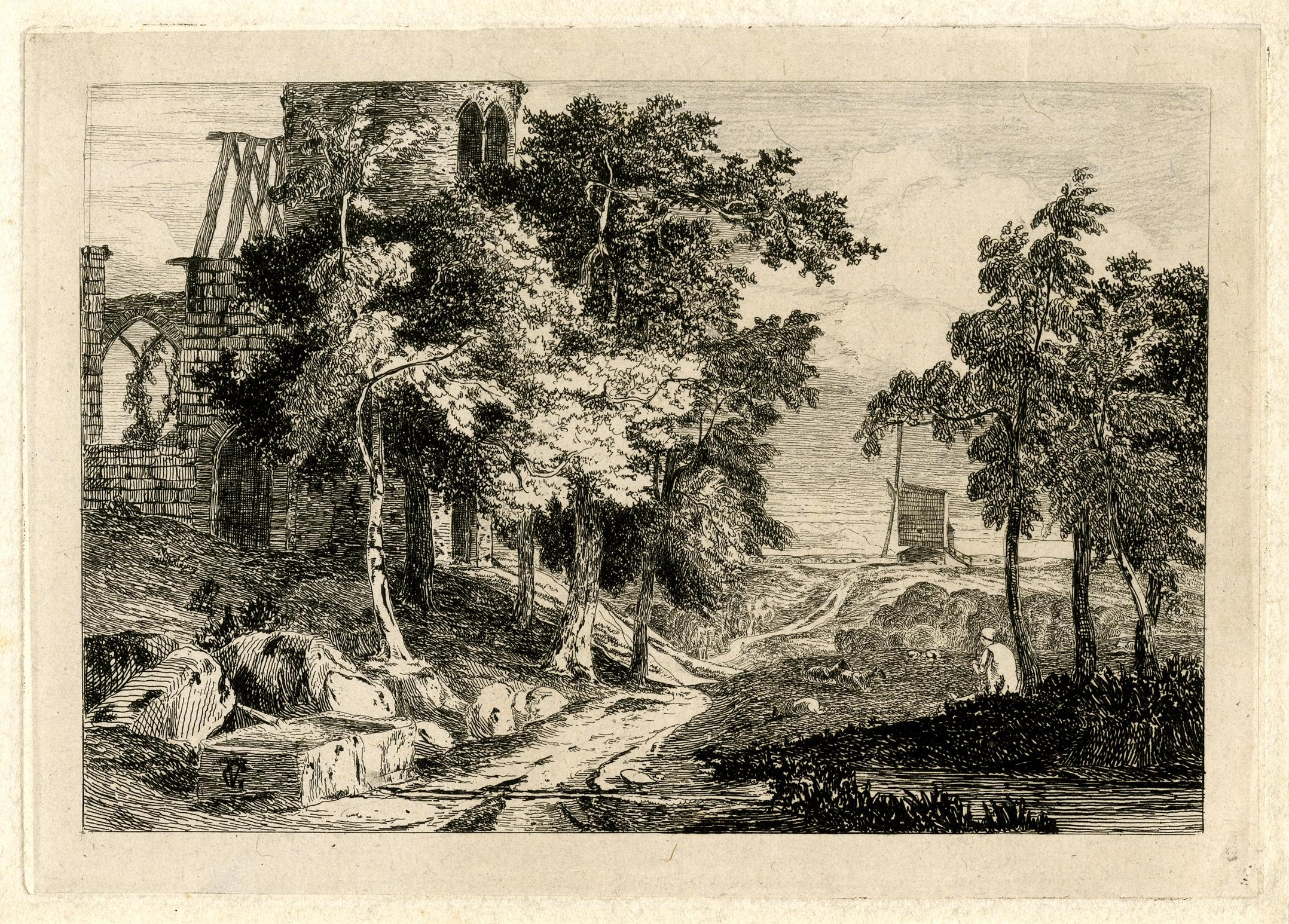
Trees and Ruin, Londres, British Museum.
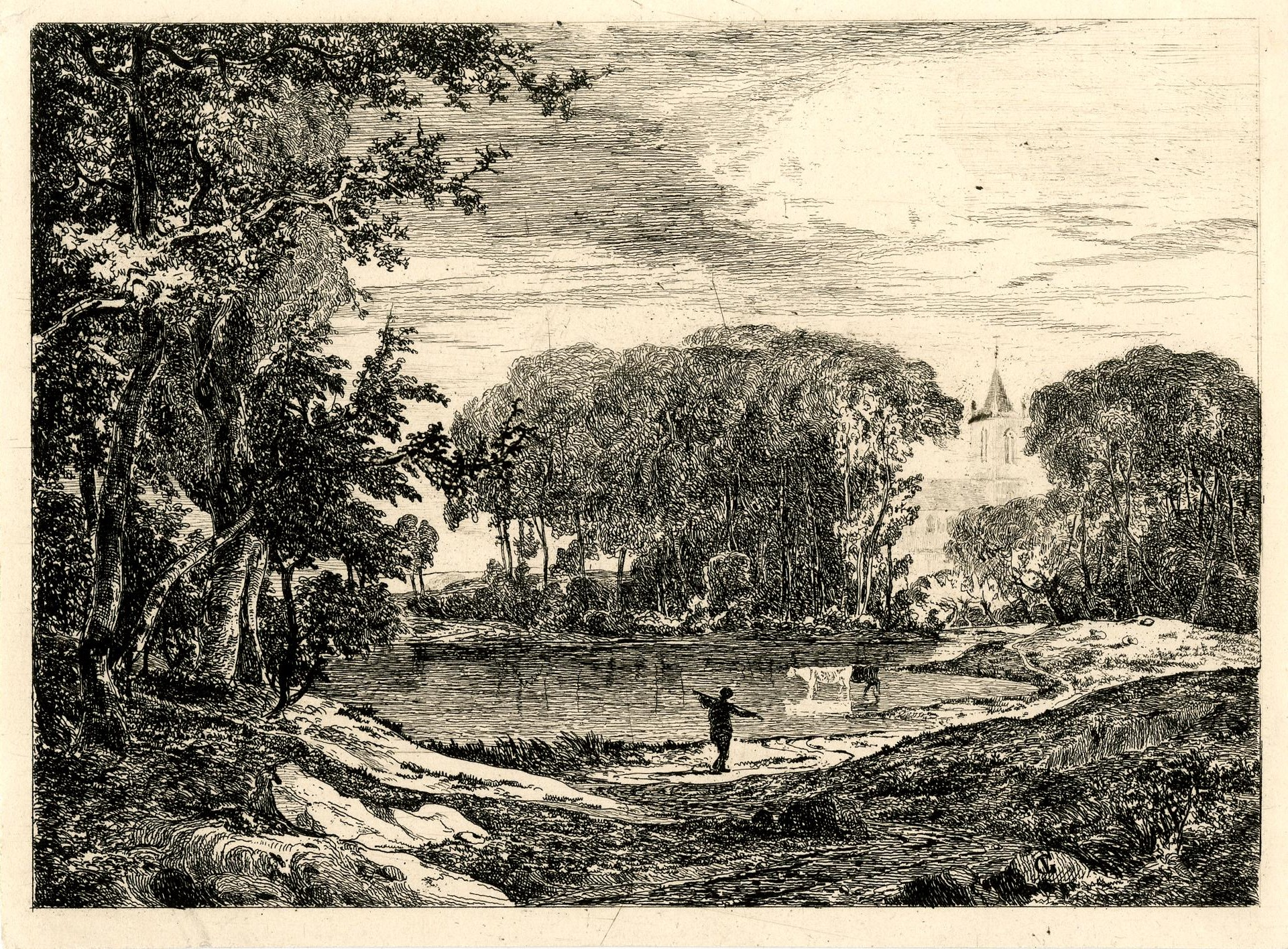
View of a rural path, Londres, British Museum.